# عبد الكريم العلمي
عبد الكريم شاكر عبد الفتاح العلمي (1925-1967) سياسي فلسطيني، من مؤسسي منظمة التحرير الفلسطينية ومدير مكتبها في القدس من عام 1964 إلى عام 1967.

## نشأته وتعليمه
في مدينة اللد ، ولد العلمي عام 1925، حصل على شهادتي المرحلة الأساسية والثانوية في المدرسة الأميرية في اللد، ثم درس القانون الدولي من جامعة لندن 

## حياته العملية
تولى العلمي منصب مدير قسم التوزيع في مكتب اللاجئين في دائرة الشؤون الاجتماعية عام 1949 أعقاب النكبة الفلسطينية، وفي عام 1950 حصل في وكالة غوث وتشغيل اللاجئين الفلسطينيين "الأونروا" على مناصب عديدة في القدس عام 1964شارك العلمي في المؤتمر التأسيسي لمنظمة التحرير الفلسطينية، وكان عضوًا في مجلسها الوطني، وأصبح مديرًا لمكتبها في القدس، ترشح الانتخابات النيابية الأردنية 1950

## حياته الشخصية
تزوج من لواحظ الخطيب وأنجب منها 6 أبناء ،تعرض للنزوح مع عائلته الى رام الله بعد النكبة الفلسطينية، ومن ثم إلى أريحا، ليستقر في النهاية في القدس.

## وفاته
توفى في حزيران عام 1967 على إثر حادثة اصطدام سيارته لحظه توقفه على الرصيف بشاحنة تابعة للجيش الأردني قرب مزرعة موسى العلمي، ودُفن في مدينة السلط في الأردن.